# Eliseo Álvarez-Arenas y Romero
Eliseo Álvarez-Arenas Romero (Alcázar de San Juan, 14 de juny de 1882 - Madrid, 8 de juliol de 1966) va ser un militar espanyol que va participar en la Guerra del Rif i la Guerra Civil Espanyola, manant diverses unitats militars. Durant la Dictadura franquista va ocupar càrrecs importants, sent Inspector general de la Guàrdia Civil entre 1939 i 1942.

## Biografia
Va néixer en la localitat manxega d'Alcázar de San Juan el 14 de juny de 1882.
Durant els primers anys va realitzar la seva carrera militar a Àfrica, intervenint en la Guerra del Rif. Va estar destinat en les forces «Regulars», compostes per nadius marroquins. En 1924 ja ostentava el rang de tinent coronel i dirigia el Tabor de Regulars de Ceuta. Després de la proclamació de la Segona República, el 1932 va ascendir al rang de general de brigada.

### Guerra civil
El juliol del 1936 era comandant de la 9a. Brigada d'Infanteria amb seu a Saragossa i dependent de la V Divisió Orgànica. Després d'unir-se a la revolta, va cooperar eficaçment amb el seu oficial superior, el general Miguel Cabanellas Ferrer, per prendre el control de la capital aragonesa i emprendre la repressió contra les organitzacions de republicanes i obreres. Posteriorment va ser nomenat governador militar de Logronyo i comandant de la 12a. Brigada d'Infanteria, per a poc després assumir el comandament de la VI Divisió Orgànica i les forces militars de les províncies de Biscaia, Àlaba, Burgos i Palencia. A Àlaba va aconseguir conquistar diverses posicions clau, i també va aconseguir detenir diversos assalts de les forces republicanes del Front Nord en els fronts de Villareal i Espinosa de los Monteros, cessant en aquest càrrec l'11 de desembre.
El gener de 1937 va ser nomenat comandant militar de Melilla i cap de la Circumscripció oriental del Marroc, ja que va mantenir fins a desembre de 1938. Durant el seu període de comandament va haver-hi unes 117 execucions a la ciutat. També es va encarregar de reclutar i organitzar unitats de mercenaris marroquins que va enviar a la península ibèrica, on van jugar un important paper en els fronts de batalla. Durant el transcurs de la contesa va arribar a exercir com a director de la '«Acadèmia d'infanteria de Granada», creada per a la formació de comandaments militars. Al desembre de 1938 va ser nomenat sotssecretari d'Ordre Públic.
En el context de l'Ofensiva de Catalunya, el 26 de gener de 1939 va marxar per a Barcelona per fer-se càrrec de la prefectura de les forces d'ocupació. Quan el delegat nacional de Propaganda, Dionisio Ridruejo, va arribar a Barcelona amb la idea de celebrar diversos mítings polítics, Álvarez-Arenas no li va donar autorització perquè aquests se celebressin i li va dir a Ridruejo que el més important era «restaurar els altars de la ciutat». Poc després, el 28 de febrer, va ascendir al rang de general de divisió. El juliol cessaria del seu càrrec a Barcelona i assumiria breument el comandament de la V Regió Militar, amb seu en Saragossa.

### Dictadura franquista
El setembre del 1939 el recentment reestructurat govern franquista el va nomenar inspector general de la Guàrdia Civil. Durant el seu mandat, al març de 1940 es va dur a terme la fusió dels Carabiners dins de la Guàrdia Civil, i va tornar a recuperar-se la denominació de Director general per a la prefectura del cos. També va procedir a una depuració del cos, expulsant-ne tot element no considerat afecte al règim franquista. Va cessar a l'abril de 1942.
En 1942 va ser nomenat Capità general de València i comandant de la III Regió Militar.
Posteriorment va ser membre del Consell Suprem de Justícia Militar (CSJM).